# Juan Armando Pérez Talamantes
Juan Armando Pérez Talamantes (ur. 12 października 1970 w Santa Catarina) – meksykański duchowny katolicki, biskup pomocniczy Monterrey od 2014.

## Życiorys

### Prezbiterat
Święcenia kapłańskie otrzymał 15 sierpnia 1997 i został inkardynowany do archidiecezji Monterrey. Był m.in. ojcem duchownym i prefektem studiów w archidiecezjalnym seminarium, proboszczem kilku parafii w Apodaca oraz wikariuszem biskupim dla Regionu X.

### Episkopat
22 marca 2014 papież Franciszek mianował go biskupem pomocniczym archidiecezji Monterrey, ze stolicą tytularną Auzegera. Sakry udzielił mu 13 czerwca 2014 arcybiskup Rogelio Cabrera López.